# Державний лад Казахстану
Республіка Казахстан є демократичною, правовою, унітарною, світською державою з президентською формою правління. Носієм суверенітету і єдиним джерелом влади в Казахстані є народ. Народ здійснює владу безпосередньо і через органи державної влади та органи місцевого самоврядування. Влада в Казахстані здійснюється на засадах її поділу на законодавчу, виконавчу та судову.
Президент, не відноситься до жодної з трьох гілок влади, і обирається на сім років з громадян Казахстану не молодше 40 років, які є громадянами за народженням, що проживають в республіці останні 15 років, вільно розмовляють державною (тобто казахською) мовою і мають вищу освіту.
Виконавчу владу здійснює Уряд, який утворюється Президентом у порядку, передбаченому Конституцією. Перша конституція Казахстану була ухвалена у січні 1993 року. Проте вже у серпні 1995 року її замінили новою конституцією; а в 1998 до неї було внесено поправки. 
Законодавчу владу здійснює двопалатний парламент (Сенат — 50 депутатів та Мажиліс — 98 депутатів).

## Президент
Президент Казахстану є главою держави, його вищою посадою, визначає основні напрями внутрішньої та зовнішньої політики країни, забезпечує злагоджену діяльність усіх органів влади. Крім того, Президент є верховним головнокомандувачем Збройних сил Казахстану.
Президент обирається строком на 5 років загальним таємним голосуванням громадян, які досягли 18 років.
Повноваження Президента:
- має право розпуску парламенту;
- погоджує проведення референдумів і парламентських виборів і скликає парламентські сесії;
- підписує прийняті парламентом закони і може направляти їх на повторний розгляд;
- призначає прем'єр-міністра за згодою парламенту та членів уряду за поданням прем'єр-міністра;
- призначає за згодою парламенту на посади голову Національного банку, генерального прокурора, голову Комітету національної безпеки;
- призначає глав дипломатичних місій, вищих військових керівників і членів Рахункової комісії;
- можу скасовувати постанови уряду та місцевої влади;
- затверджує державні програми;
- веде міжнародні переговори та підписує контракти;
- запроваджує надзвичайний та воєнний стан.

Президента звільняють з посади за державну зраду рішенням сесії двопалатного парламенту.
Посада президента Казахстану була призначена 24 квітня 1990 року, з тих пір цю посаду обіймав Нурсултан Назарбаєв, обраний Верховною Радою Казахської РСР. Після цього Назарбаєв був обраний президентом у 1991 році в результаті перших всенародних президентських виборів, а згідно з референдумом 1995 року його президентські повноваження були знову продовжені. Пізніше він був переобраний президентом на виборах в 1999, 2005, 2011 та 2015 роках.
20 березня 2019 року Касим-Жомарт Токаєв склав присягу Президента Республіки Казахстан.

## Виконавча влада

### Уряд
Виконавчу владу здійснює Уряд Казахстану. Його очолює Прем'єр-міністр, якого призначає Президент за згодою Парламенту. Здійснює керівництво системою органів виконавчої влади та забезпечує їх діяльність.
З 6 лютого 2024 року Олжас Бектенов виконує повноваження Прем’єр-міністра Республіки Казахстан.

## Законодавча влада
Вищим законодавчим органом є парламент, який складається з двох палат, — Сенату і Мажилісу.
Термін повноважень Сенату становить шість років, половина з них переобираються кожні три роки. 40 із 50 членів Сенату обираються масліхатами 17 областей і 3 міст республіканського значення. Решта депутатів призначаються президентом, половина з них висувається Асамблеєю народу Казахстану.
69 з 98 депутатів Мажилісу обираються на п'ятирічний термін в результаті загальних виборів за партійним списком, а решта  на одномандатній території.
Парламент вносить зміни до конституції за поданням президента, затверджує бюджет, урядові програми та звіти (для внесення вотуму недовіри необхідно отримати дві третини голосів кожної палати), ухвалює закони (може подолати вето президента, коли набирає дві третини голосів), вирішує питання війни і миру, запроваджує референдуми, ратифікує міжнародні угоди тощо.
Водночас Сенат за поданням Президента призначає суддів Верховного суду, затверджує на посаді Генерального прокурора та голову Комітету національної безпеки, призначених Президентом, розпускає органи місцевого самоврядування.

## Судова влада
Верховний суд Казахстану і Конституційний суд Казахстану є вищими органами судової влади. У Казахстані діють Верховний суд та місцеві (обласні, районні, міські) суди. Судді призначаються на посади президентом за згодою голови Верховного Суду (в обласних і місцевих судах — за поданням уповноваженого органу). Усі суди фінансуються з республіканського бюджету.
Конституційний суд складається з 11 суддів, включаючи голову та його заступника. Голова суду призначається Президентом за згодою Сенату. Чотири судді призначаються Президентом, тоді як парламент призначає по три судді за рекомендацією голів палат. Їх повноваження тривають 8 років.

## Адміністративний устрій
Адміністративно Казахстан поділяється на 17 облисів (регіонів) і три міста республіканського значення (Астана, Алмати, Шимкент). Їхніх мерів (акімів) призначає президент.
Повноважні органи влади, масліхати, обираються місцевим населенням в областях і районах.